# هیپومبیل

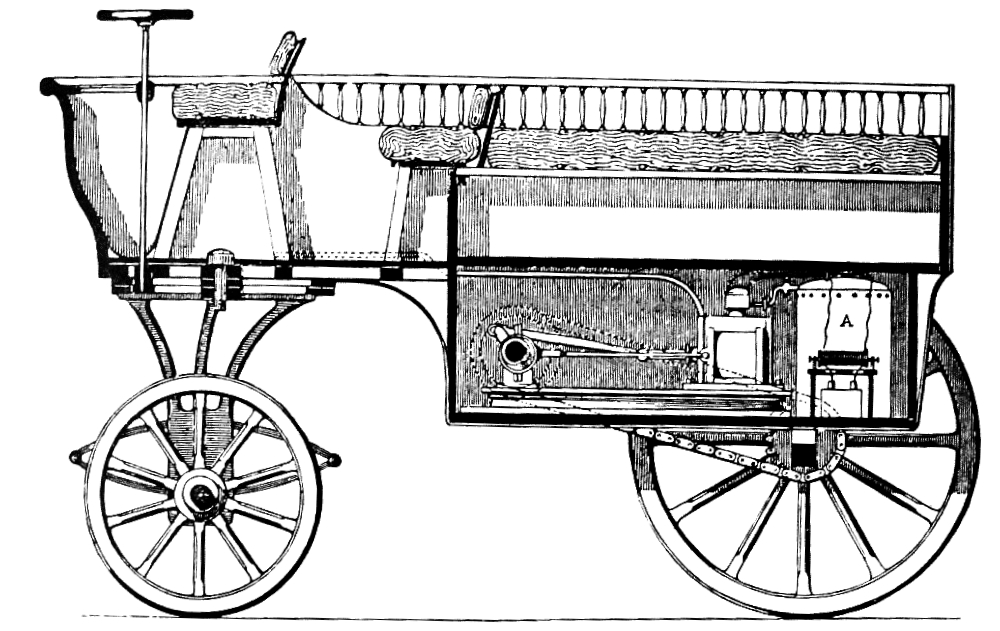
لنور هیپومبیل

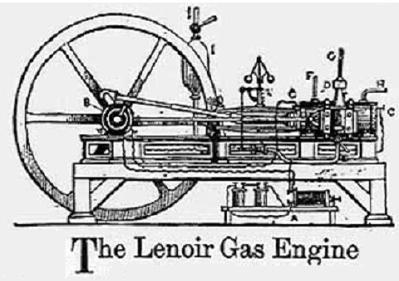
موتور گاز لنور، ۱۸۶۰

هیپومبیل یک اتومبیل است که توسط اتین لنور در سال ۱۸۶۰ اختراع شده‌است و موتور احتراق داخلی را حمل کرده‌است. این مبتنی بر اختراع او در سال ۱۸۶۰، موتور بنزین لنور بود.

## تاریخچه
در سال ۱۸۶۳، هیپومبیل دارای یک موتور احتراق داخلی تک سیلندر بود.